# Кривичский район
Кри́вичский район (бел. Крывіцкі раён) — административно-территориальная единица в Белорусской ССР в 1940—1962 годах, входившая в Вилейскую, затем — в Молодечненскую область и Минскую область.
Кривичский район с центром в деревне Кривичи был образован в Вилейской области 15 января 1940 года, в октябре установлено деление на 14 сельсоветов. Площадь района составляла около 800 км². С 20 сентября 1944 года — в Молодечненской области, с 20 января 1960 года — в Минской области. 25 декабря 1962 года район был ликвидирован, а его территория разделена между Мядельским и Вилейским районами. Вилейскому району были переданы Волколатский, Долгиновский, Жарский, Мильченский сельсоветы, Мядельскому — Кривичи, а также Будславский, Княгининский, Пузырский и Сивцевский сельсоветы.
По переписи населения 1959 года, в районе проживало 31 739 человек.
Сельсоветы
- Бубновский (1940—1954);
- Будславский (1940—1962);
- Волколатский (1940—1962);
- Воробьёвский (1940—1959);
- Долгиновский (1940—1962);
- Жарский (1940—1962);
- Княгининский (1940—1962);
- Кривичский (1940—1958);
- Мильченский (1940—1962);
- Осовский (1940—1954);
- Погостский (1940—1954);
- Пузырский (1940—1962);
- Сивцевский (1940—1962);
- Стешицкий (1940—1954).